# Monte Candelaria, Antarktis
Monte Candelaria är ett berg i Antarktis. Det ligger i Västantarktis. Argentina, Chile och Storbritannien gör anspråk på området. Toppen på Monte Candelaria är 482 meter över havet.
Terrängen runt Monte Candelaria är huvudsakligen kuperad, men österut är den bergig. Terrängen runt Monte Candelaria sluttar söderut. Trakten är obefolkad. Det finns inga samhällen i närheten.